# Urostola
Urostola is een geslacht van vlinders van de familie spanners (Geometridae), uit de onderfamilie Ennominae.

## Soorten
- U. commonstrata Walker, 1861
- U. magica Meyrick, 1891